# Sex Sleep Eat Drink Dream
Sex Sleep Eat Drink Dream — сингл группы King Crimson, выпущенный в 1995 году.
- Трек 1, «Walking on Air», записан в Wiltern Theatre, Лос-Анджелес, США, 1 июля 1995
- Трек 3, «Heartbeat», взят с B’Boom: Live in Argentina; записан на Бродвее в Кордове, Аргентина, октябрь 1994

## Список композиций
1. «Walking on Air» (Эдриан Белью, Билл Бруфорд Роберт Фрипп, Трей Ганн, Тони Левин, Пэт Мастелотто) — 5:29
2. «Sex Sleep Eat Drink Dream» (Белью, Бруфорд, Фрипп, Ганн, Левин. Мастелотто) — 3:42
3. «Heartbeat» (Белью, Бруфорд, Фрипп, Левин) — 3:55
4. «One Time» (Белью, Бруфорд, Фрипп, Ганн, Левин, Мастелотто) — 4:00
5. «Silent Night» (Франц Грубер, Йозеф Мор, Джон Янг) — 2:50
  - Исполнитель Роберт Фрипп.

## Участники записи
- Роберт Фрипп — гитара, меллотрон;
- Эдриан Белью — гитара, вокал;
- Тон Левин — бас-гитара, бас Неда Штейнбергера, вокал;
- Трей Ганн — стик Чапмена, вокал;
- Билл Бруфорд — ударные, перкуссия;
- Пэт Мастелотто — ударные, перкуссия.